# Mexikoplatz
Mexikoplatz è la piazza antistante la chiesa di San Francesco d'Assisi, a Vienna. La Mexikoplatz è situata sulla riva destra del Danubio sul Handelskai, una delle più lunghe strade della città.
Al suo centro, una stele bilingue in tedesco e spagnolo ricorda come il Messico sia stato l'unico Stato a protestare presso la Società delle Nazioni per l'Anschluss, cioè l'annessione dell'Austria al Terzo Reich, nel 1938.